# Saint-Chamond Basket
El Saint-Chamond Basket Vallée du Gier (SCBVG) fue un equipo de baloncesto francés con sede en la ciudad de Saint-Chamond, que competía en la Pro B, la segunda competición de su país. Disputaba sus partidos en la Arena Saint-Étienne Métropole, con capacidad para 4.200 espectadores.En 2024 se fusionó con el Andrézieux-Bouthéon Loire Sud Basket, dando lugar al Saint-Chamond Andrézieux-Bouthéon Basket.

## Trayectoria
| Temporada | Nivel | Liga  | Pos. | V-D   | PL  | Resultado          | Copa de Francia  |
| --------- | ----- | ----- | ---- | ----- | --- | ------------------ | ---------------- |
| 2001-02   | 4     | NM2   | 1º   |       |     | Ascenso            |                  |
| 2002-03   | 3     | NM1   | 11º  | 15-15 |     |                    |                  |
| 2003-04   | 3     | NM1   | 5º   | 17-13 |     |                    |                  |
| 2004-05   | 3     | NM1   | 12º  | 16-18 |     |                    | 16avos de final  |
| 2005-06   | 3     | NM1   | 12º  | 15-19 |     |                    | 32avos de final  |
| 2006-07   | 3     | NM1   | 4º   | 15-19 |     |                    | 32avos de final  |
| 2007-08   | 3     | NM1   | 7º   | 20-14 |     |                    | 32avos de final  |
| 2008-09   | 3     | NM1   | 10º  | 16-18 |     |                    |                  |
| 2009-10   | 3     | NM1   | 15º  | 15-19 |     |                    | 32avos de final  |
| 2010-11   | 3     | NM1   | 15º  | 15-19 |     | Descenso           | 32avos de final  |
| 2011-12   | 4     | NM2   | 2º   | 22-4  |     | Campeonesplay-offs |                  |
| 2012-13   | 3     | NM1   | 13º  | 16-18 |     |                    | 32avos de final  |
| 2013-14   | 3     | NM1   | 6º   | 21-13 | 0-2 | Cuartos de final   | 16avos de final  |
| 2014–15   | 3     | NM1   | 1º   | 27-7  |     | Ascenso            | 32avos de final  |
| 2015–16   | 2     | Pro B | 14º  | 14-20 |     |                    | 32avos de final  |
| 2016–17   | 2     | Pro B | 13º  | 14-20 |     |                    | 16avos de final  |
| 2017-18   | 2     | Pro B | 6º   | 22-12 | 0-2 | Cuartos de final   | 32avos de final  |
| 2018-19   | 2     | Pro B | 6º   | 20-14 | 3-3 | Semifinales        | 32avos de final  |
| 2019-20*  | 2     | Pro B | 5º   | 14-9  |     |                    | 32avos de final  |
| 2020-21   | 2     | Pro B | 16º  | 11-23 |     |                    | 64avos de final  |
| 2021-22   | 2     | Pro B | 2º   | 26-8  | 1-2 | Cuartos de final   | 32avos de final  |
| 2022-23   | 2     | Pro B | 13º  | 14-20 |     |                    | Octavos de final |
| 2023-24   | 2     | Pro B | 12º  | 15-19 |     |                    | 16avos de final  |

*La temporada fue cancelada debido a la pandemia del coronavirus.

## Palmarés

### Liga
- NM1

-   -  Campeones (1): 2025

- NM2

-   -  Campeones Play-Offs (1): 2012

### Regional
- Trofeo Copa de Francia

-   -  Campeones (1): 2012

## Jugadores destacados
| - Grismay Paumier (2013-2016, 2017-2020) - Jure Škifić (2019-2020) - Paul Carter (2019-2020) - Malik Cooke (2018-2019) - Alain Laroche (2010-2011) - Tyray Pearson (2012-2013) - Marcus Relphorde (2020-2021) - Derrick Russell (2006-2010) - Dustin Salisbery (2015-2016) - Juwan Staten (2017-2018) - Hasan Varence (2021-2023) |  | - B.A. Walker (2016-2017) - Ilari Seppälä (2022-2024) - Mathieu Boyer (2021-2023) - Olivier Cortale (2020-2021) - David Denave (2005-2009) - Moustafa Diallo (2005-2009) - Mathieu Guichard (2014-2024) - Georges-Henri Massenya (2005-2009) - Jonathan Hoyaux (2016-2024) - Pierre Pelos (2015-2016) - Jean-Stephane Rinna (2008-2020) |  | - Olivier Vivies (2008-2009) - Ingus Bankevics (2012-2013) - Mantas Ruikis (2013-2016) - Martial Gotagni (2006-2008) - Makrem Ben Romdhane (2018-2019) - / Jean-Paul Landu-Bongo (2010-2016) - / Akwasi Yeboah (2021-2022) - / Josh Ajayi (2022-2023) |